# Зебровый хромогобиус
Хромогобиус зебровый (Chromogobius zebratus) — рыба из семейства Бычковые (Gobiidae) отряда Окунеобразные (Perciformes). Впервые описан в 1891 году хорватским ихтиологом Юраем Коломбатовичем (Juraj Kolombatović, 1843—1908).

## Описание

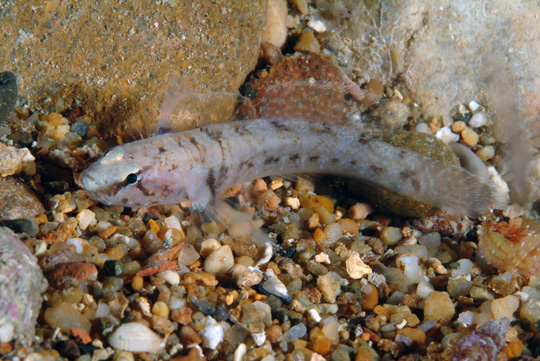

Максимальная длина 5,3 см. Тело удлиненное, слабо сжатое в спинно-брюшном направлении в передней части. Передние ноздри имеют вид длинных трубочек без выростов. Грудные плавники без свободных от мембраны лучей, закругленной формы. Чешуя циклоидная на теле и более крупная ктеноидная на хвостовом стебле. Темя, затылок и передняя часть спины, грудь и основания грудных плавников лишены чешуи. В первом спинном плавнике имеется 6 колючих лучей, во втором — 1 колючий и 11 мягких, в анальном — 1 колючий и 9-10 мягких лучей. Вдоль середины бока имеется 41-52 поперечных рядов чешуи.
Окраска светло-коричневая или красновато-коричневая, с тонким слабовыраженными сетчатым рисунком, образованным поперечными тёмно-коричневыми полосами, более крупным и ясно выраженным на хвостовом стебле. На боках чередуются более темные и светлые поперечные полосы, к спине светлые полосы расширяются, имеют седловидную форму, а темные — сужаются. На голове и щеках имеется неяркий мраморный рисунок. От нижней части глаза начинаются две тёмные полоски — одна вперёд к углу рта, вторая — назад. Спинные и хвостовой плавники имеют светлую кайму, на основании грудных имеется тёмная полоска с изогнутым передним краем. Вдоль середины бока идёт ряд тёмных точек. На жаберных крышках имеется мраморный рисунок, состоящий из светло-коричневых пятнышек на красновато-коричневом фоне. На основании первых лучей обоих спинных плавников есть чёрные пятнышки.

## Ареал
Данный вид первоначально считался эндемиком Средиземного моря. У берегов Турции в Адриатическом море впервые найден в 2008 году. Распространён в северной и восточной части Средиземного моря от Гибралтарского пролива до Израиля, у острова Родос и южной части Эгейского моря.
На Украине впервые зарегистрирован в Чёрном море в подводной карстовой пещере «Тарзанка» Тарханкутского полуострова в районе Малого Атлеша в августе 2013 года.

## Биология
Биология практически не изучена. Обитает на глубинах до 20 м у скалистых берегов, в трещинах, а также среди россыпей камней. В Черном море обнаружен в сумеречной зоне подводных пещер, здесь рыбы держатся в укрытиях, которыми служат трещины в известняковых стенках, куда они быстро прячутся в случае опасности. Питаются мелкими донными беспозвоночными.